# Marumba maaseni
Marumba maaseni är en fjärilsart som beskrevs av Otto Staudinger 1892. Marumba maaseni ingår i släktet Marumba och familjen svärmare. Inga underarter finns listade i Catalogue of Life.